# Joseph Knecht
Joseph M. Knecht (Bucovina, 1864 – Manhattan, 30 maggio 1931) è stato un direttore d'orchestra statunitense.

## Biografia
Joseph Knecht nacque nel 1864 in Bucovina nell'Austria Meridionale, parte della Romania dalla prima guerra mondiale, dove aveva suonato il violino sin da giovane età. Knecht aveva studiato ingegneria civile presso l'Università di Tecnologia di Vienna, guadagnandosi da vivere suonando nel teatro di Vienna Hofburg. Abbandonò l'ingegneria civile per studiare violino al Conservatorio di Vienna, dopo di che suonò nell'orchestra dell'Opera di Stato di Vienna sotto Hans Richter. Pare che Wilhelm Gericke gli abbia offerto un posto nella Boston Symphony Orchestra. Secondo il registro di naturalizzazione di Knecht, del 29 maggio 1905, egli arrivò negli Stati Uniti nel settembre del 1887. Dopo Boston si trasferì alla Metropolitan Opera dove fu promosso assistente primo violino e poi direttore associato. Il 4 agosto 1898 sposò Emelie Krafft a Hoboken, New Jersey; e nel 1901 ebbero una figlia, Florence, che sposò Robert K. Beggs.
Nel 1908 George C. Bold, presidente del Waldorf-Astoria invitò Knecht a formare l'Orchestra Waldorf-Astoria, un'orchestra sinfonica che si sarebbe dovuta esibire nell'hotel durante l'estate, quando il Metropolitan era chiuso. L'innovazione fu così efficace che divenne l'occupazione a tempo pieno di Knecht per tutto l'anno nel 1912 e continuò fino al maggio del 1926, quando egli diede le dimissioni per concentrarsi sul suo lavoro alla radio. A sessant'anni, dal febbraio 1925, fu anche direttore della famosa band di B.F. Goodrich Silvertown Cord Band nello spettacolo radiofonico. Andavano in tournée con il vocalista di vaudeville Joseph M White (che era stato ingaggiato come il Tenore dalla Maschera d'Argento). La rivista Varietà del 18 marzo 1925 conferma che l'Orchestra Waldorf-Astoria e la Silvertown Cord Band erano un unico e nmedesimo gruppo e in una frase dichiara che "l'organizzazione Knecht sotto i suoi vari nomi è l'orchestra radio più prolifica del Paese". Erano in onda 15 volte alla settimana. Per la WEAF erano l'orchestra dello studio di Silvertown e furono trasmessi notturni dalla Waldorf-Astoria mentre suonava musica da cena come Orchestra Waldorf-Astoria. Per la WJZ fecero dei pomeriggi e dei tè in onda dal Waldorf-Astoria come Orchestra Waldorf-Astoria. Knecht divenne poi direttore di una delle orchestre della National Broadcasting Company.
Knecht e l'Orchestra Waldorf-Astoria registrarono per la Victor dal 10 dicembre 1917 fino al 29 novembre 1918; Per la Columbia dal 24 dicembre 1918 al 16 ottobre 1919 e per Okeh dall'ottobre 1919 al dicembre 1921. Dopodiché sembra essere un vuoto nella carriera di registrazione di Knecht fino a quando non portò la B F Goodrich Silvertown Cord Band alla Victor dal 22 settembre 1925 al 31 gennaio 1928.
Morì il 30 maggio 1931 per una malattia cardiaca a Manhattan.